# نيكيتا بارانوف
نيكيتا بارانوف (19 أغسطس 1992 بتالين في إستونيا - ) (بالإستونية: Nikita Baranov) هو لاعب كرة قدم إستوني في مركز الدفاع. شارك مع منتخب إستونيا تحت 18 سنة لكرة القدم ومنتخب إستونيا تحت 19 سنة لكرة القدم ومنتخب إستونيا تحت 21 سنة لكرة القدم ومنتخب إستونيا تحت 23 سنة لكرة القدم ومنتخب إستونيا لكرة القدم. أما مع النوادي، فقد لعب مع نادي فلورا وFC Ararat Tallinn ‏ وFC Elva ‏ وFC Warrior Valga ‏ وFC Flora U21 ‏.

## وصلات خارجية
- نيكيتا بارانوف على موقع الاتحاد الأوربي (الإنجليزية)
- نيكيتا بارانوف على موقع اتحاد إستونيا (الإنجليزية)
- نيكيتا بارانوف على موقع قاعدة بيانات كرة القدم.إي يو (الإنجليزية)
- نيكيتا بارانوف على موقع ناشيونال فوتبول تيمز (الإنجليزية)
- نيكيتا بارانوف على موقع Soccerway.com (الإنجليزية)

{{شريط تصفح تشكيلة فريق كرة قدم
|الاسم=
|اسم الفريق= بيونيك يريفان
|القائمة=
- 2 أليماو
- 3 Nikos Kenourgios [الإنجليزية]‏
- 4 أودو
- 6 Juninho (footballer, born July 1995) [الإنجليزية]‏
- 7 مالاكيان
- 8 Gevorg Tarakhchyan [الإنجليزية]‏
- 9 Matas Vareika [الإنجليزية]‏
- 10 مورينو
- 11 Joël Bopesu [الإنجليزية]‏
- 13 Daniyel Agbalyan [الإنجليزية]‏
- 15 كوفالينكو
- 16 أفاغيان
- 17 Petrosayan
- 18 Hovhannisyan
- 19 Metoyan

{{لاعب تشكيلة فريق كرة قدم|الرقم=20|الاسم=Villela
{{لاعب تشكيلة فريق كرة قدم|الرقم=21|الاسم=Galstyan
- 22 Islamović
- 23 غونسالفيس
- 25 كوليكوف
- 26 ملجكوفيتش
- 30 Polyanski
- 33 أوكانسي
- 35 Alekyan
- 71 Stanislav Buchnev [الإنجليزية]‏
- 76 Almeida
- 77 Buhari
- 79 فاكولنكو
- 99 Marius Noubissi [الإنجليزية]‏
- مدرب: Yegishe Melikyan [الإنجليزية]‏